# Lijst van voetbalinterlands Bahrein - Saoedi-Arabië
Deze lijst van voetbalinterlands is een overzicht van alle officiële voetbalwedstrijden tussen de nationale teams van Bahrein en Saoedi-Arabië. De landen speelden tot op heden 40 keer tegen elkaar. De eerste ontmoeting, een wedstrijd tijdens de Golf Cup of Nations 1970, werd gespeeld in Manama op 30 maart 1970. Het laatste duel, een kwalificatiewedstrijd voor het Wereldkampioenschap voetbal 2026, vond plaats op 5 juni 2025 in Riffa.

## Wedstrijden
| №  | Plaats    | Datum             | Competitie               | Wedstrijd               | Uitslag |
| -- | --------- | ----------------- | ------------------------ | ----------------------- | ------- |
| 1  | Manama    | 30 maart 1970     | Golf Cup of Nations 1970 | Bahrein − Saoedi-Arabië | 0 − 0   |
| 2  | Riyad     | 28 maart 1972     | Golf Cup of Nations 1972 | Saoedi-Arabië − Bahrein | 2 − 1   |
| 3  | Koeweit   | 21 maart 1974     | Golf Cup of Nations 1974 | Saoedi-Arabië − Bahrein | 4 − 1   |
| 4  | Doha      | 8 april 1976      | Golf Cup of Nations 1976 | Bahrein − Saoedi-Arabië | 2 − 1   |
| 5  | Bagdad    | 1 april 1979      | Golf Cup of Nations 1979 | Bahrein − Saoedi-Arabië | 1 − 1   |
| 6  | Riyad     | 28 maart 1981     | WK 1982 kwalificatie     | Bahrein − Saoedi-Arabië | 0 − 1   |
| 7  | Abu Dhabi | 2 april 1982      | Golf Cup of Nations 1982 | Saoedi-Arabië − Bahrein | 2 − 2   |
| 8  | Muscat    | 26 maart 1984     | Golf Cup of Nations 1984 | Saoedi-Arabië − Bahrein | 2 − 0   |
| 9  | Riffa     | 25 maart 1986     | Golf Cup of Nations 1986 | Bahrein − Saoedi-Arabië | 2 − 1   |
| 10 | Riyad     | 9 maart 1988      | Golf Cup of Nations 1988 | Bahrein − Saoedi-Arabië | 0 − 1   |
| 11 | Doha      | 9 december 1988   | Azië Cup 1988            | Saoedi-Arabië − Bahrein | 1 − 1   |
| 12 | Doha      | 28 november 1992  | Golf Cup of Nations 1992 | Saoedi-Arabië − Bahrein | 1 − 1   |
| 13 | Abu Dhabi | 10 november 1994  | Golf Cup of Nations 1994 | Saoedi-Arabië − Bahrein | 3 − 1   |
| 14 | Muscat    | 21 oktober 1996   | Golf Cup of Nations 1996 | Saoedi-Arabië − Bahrein | 3 − 1   |
| 15 | Riffa     | 2 november 1998   | Golf Cup of Nations 1998 | Saoedi-Arabië − Bahrein | 1 − 1   |
| 16 | Riyad     | 17 augustus 2001  | WK 2002 kwalificatie     | Saoedi-Arabië − Bahrein | 1 − 1   |
| 17 | Riffa     | 21 september 2001 | WK 2002 kwalificatie     | Bahrein − Saoedi-Arabië | 0 − 4   |
| 18 | Riyad     | 20 januari 2002   | Golf Cup of Nations 2002 | Saoedi-Arabië − Bahrein | 3 − 1   |
| 19 | Koeweit   | 17 december 2002  | Arab Nations Cup 2002    | Saoedi-Arabië − Bahrein | 2 − 1   |
| 20 | Koeweit   | 30 december 2002  | Arab Nations Cup 2002    | Saoedi-Arabië − Bahrein | 1 − 0   |
| 21 | Koeweit   | 1 januari 2004    | Golf Cup of Nations 2003 | Bahrein − Saoedi-Arabië | 0 − 1   |
| 22 | Doha      | 17 december 2004  | Golf Cup of Nations 2004 | Bahrein − Saoedi-Arabië | 3 − 0   |
| 23 | Riyad     | 27 mei 2005       | Vriendschappelijk        | Saoedi-Arabië − Bahrein | 1 − 1   |
| 24 | Dammam    | 9 augustus 2006   | Vriendschappelijk        | Saoedi-Arabië − Bahrein | 1 − 0   |
| 25 | Abu Dhabi | 18 januari 2007   | Golf Cup of Nations 2007 | Saoedi-Arabië − Bahrein | 2 − 1   |
| 26 | Palembang | 18 juli 2007      | Azië Cup 2007            | Saoedi-Arabië − Bahrein | 4 − 0   |
| 27 | Riyad     | 12 november 2008  | Vriendschappelijk        | Saoedi-Arabië − Bahrein | 4 − 0   |
| 28 | Riffa     | 23 december 2008  | Vriendschappelijk        | Bahrein − Saoedi-Arabië | 1 − 0   |
| 29 | Riffa     | 5 september 2009  | WK 2010 kwalificatie     | Bahrein − Saoedi-Arabië | 0 − 0   |
| 30 | Riyad     | 9 september 2009  | WK 2010 kwalificatie     | Saoedi-Arabië − Bahrein | 2 − 2   |
| 31 | Riffa     | 31 december 2010  | Vriendschappelijk        | Bahrein − Saoedi-Arabië | 0 − 1   |
| 32 | Farwaniya | 15 december 2012  | West-Azië Cup 2012       | Bahrein − Saoedi-Arabië | 1 − 0   |
| 33 | Riyad     | 16 november 2014  | Golf Cup of Nations 2014 | Saoedi-Arabië − Bahrein | 3 − 0   |
| 34 | Geelong   | 30 december 2014  | Vriendschappelijk        | Bahrein − Saoedi-Arabië | 4 − 1   |
| 35 | Erbil     | 7 augustus 2019   | West-Azië Cup 2019       | Bahrein − Saoedi-Arabië | 0 − 0   |
| 36 | Doha      | 30 november 2019  | Golf Cup of Nations 2019 | Bahrein − Saoedi-Arabië | 0 − 2   |
| 37 | Doha      | 8 december 2019   | Golf Cup of Nations 2019 | Bahrein − Saoedi-Arabië | 1 − 0   |
| 38 | Jeddah    | 15 oktober 2024   | WK 2026 kwalificatie     | Saoedi-Arabië − Bahrein | 0 − 0   |
| 39 | Koeweit   | 22 december 2024  | Golf Cup of Nations 2024 | Saoedi-Arabië − Bahrein | 2 − 3   |
| 40 | Riffa     | 5 juni 2025       | WK 2026 kwalificatie     | Bahrein − Saoedi-Arabië | 0 − 2   |

## Samenvatting
| Competitie          | Totaal gespeeld | Winst Bahrein | Gelijk | Winst Saoedi-Arabië | Doelsaldo Bahrein – Saoedi-Arabië |
| ------------------- | --------------- | ------------- | ------ | ------------------- | --------------------------------- |
| WK-kwalificatie     | 7               | 0             | 4      | 3                   | 3 – 10                            |
| Azië Cup            | 2               | 0             | 1      | 1                   | 1 – 5                             |
| Golf Cup of Nations | 21              | 5             | 5      | 11                  | 22 − 35                           |
| Arab Nations Cup    | 2               | 0             | 0      | 2                   | 1 − 3                             |
| West-Azië Cup       | 2               | 1             | 1      | 0                   | 1 − 0                             |
| Vriendschappelijk   | 6               | 2             | 1      | 3                   | 6 – 8                             |
| Totaal              | 40              | 8             | 12     | 20                  | 34 – 61                           |

Wedstrijden bepaald door strafschoppen worden, in lijn met de FIFA, als een gelijkspel gerekend.

## Details

### 27ste ontmoeting
| Vriendschappelijk (Riyad, Saoedi-Arabië, 12 november 2008):                            |       |         |
| Saoedi-Arabië                                                                          | 4 – 0 | Bahrein |
| Faisal Al-Sultan 25' Nayef Hazazi 29' Nayef Hazazi 57' Redha Tukar Fallatah 90' (pen.) | goals |         |